# Xaltix
Xaltix, Shaltish, en castellà Saltés és una antiga localitat de l'Àndalus enfront de Huelva, a l'illa Saltés a les maresmes de la desembocadura dels rius Tinto i Odiel. L'illa està formada per tres zones de sorra i terres (El Almendral, El Acebuchal i La Cascajera) cobertes de vegetació i té una altura màxima de 15 metres. Una antiga fortalesa almohade a El Almendral està a 7 metres (i és el punt més alt de la zona, els 15 metres es troben a El Acebuchal).
Saltés (Xaltix) no és esmentada pels geògrafs àrabs com Ibn Hàwqal i ar-Razí. Però al-Udhrí l'esmenta durant els fets del regnat d'Abd-ar-Rahman II (822–852). S'esmenta també en la campanya del 844 dels normands que després d'una ràtzia a Sevilla van baixar pel riu fins a l'illa de Saltés. La taifa de Huelva i Saltés va agafar el nom de les dues viles a l'inici del segle XI i va existir del 1008 al 1051 (només taifa de Saltés del 1051 al 1053). En aquest segle xi Saltés estava molt lligada a l'Algarve portuguès i això va durar fins als inicis del segle XII. Sota els almoràvits la població va arribar al seu màxim desenvolupant i des de 1144 va quedar englobada en un nucli administratiu que integraven Niebla, Huelva, Silves, Mértola, Évora i Beja. Del 1151 al 1257 Saltés i Huelva foren districtes de la província de Niebla. Al segle XII la localitat és definida com a insular per Yaqut al-Hamawi i per Ibn Said, i diuen que gaudia d'un bon port, i a l'inici del segle XIII s'afegeix que era una població petita però important centre de pesca on el peix es salava i s'enviava a Sevilla i altres llocs. La vila és esmentada al llarg dels segles VIII al XV. El 1179 fou ocupada pels portuguesos que hi van fer força presoners i la van destruir en part, però la van abandonar. Al final de l'època almohade va formar part de la taifa de Niebla. El 1257 fou conquerida pels castellans i es va despoblar, potser arran d'un terratrèmol i per la salinització de l'aigua dels pous, i ja no es va recuperar.
De 1945 a 1970 s'hi van fer excavacions per trobar el suposat lloc de Tartessos, però els resultats foren poc importants i a més quasi no es van publicar; gairebé tot el trobat era àrab, a part d'algunes ceràmiques cartagineses i algunes objectes romans segurament per un santuari dedicat a Hèrcules que hi havia a l'illa i que esmenta Estrabó. Les excavacions més professionals de l'occità (nascut a Rabat) Ponsich van posar al descobert l'extensió considerable de l'antiga ciutat àrab i van confirmar les disposicions dels carrers de forma típica hispano-musulmana; la ceràmica va demostrar una primera ocupació del segle IX al X i una segona del X i XI, per passar després a la fase de ciutat (XI al XIII).